# Адміністративний устрій Богородчанського району
Адміністративний устрій Богородчанського району — адміністративно-територіальний устрій Богородчанського району Івано-Франківської області включає 2 сільські громади, 2 селишні ради та 24 сільських рад, які об'єднують 41 населений пункт і підпорядковані Богородчанській районній раді. Адміністративний центр — смт Богородчани.

## Список радБогородчанського району
| №  | Назва                                | Центр                 | Населені пункти                | Площа км² | Населення (2001), осіб. | Місце за населенням | Густота населення, осіб/км² |
| -- | ------------------------------------ | --------------------- | ------------------------------ | --------- | ----------------------- | ------------------- | --------------------------- |
| 1  | Старобогородчанська сільська громада | смт Старі Богородчани | Старі Богородчани, Гринівка    | 84,33     | 6106                    | 2                   | 72,41                       |
| 1  | Дзвиняцька сільська громада          | Дзвиняч               |                                |           |                         |                     |                             |
| 1  | Богородчанська селищна рада          | смт Богородчани       | смт Богородчани                | 12        | 7611                    | 1                   | 634.3                       |
| 2  | Солотвинська селищна рада            | смт Солотвин          | смт Солотвин                   | 19        | 3950                    | 3                   | 207.9                       |
| 3  | Бабченська сільська рада             | с. Бабче              | с. Бабче                       | 17        | 2484                    | 11                  | 146.1                       |
| 4  | Богрівська сільська рада             | с. Богрівка           | с. Богрівка                    | 8         | 860                     | 28                  | 107.5                       |
| 5  | Глибівська сільська рада             | с. Глибівка           | с. Глибівка                    | 14        | 1129                    | 25                  | 80.6                        |
| 6  | Глибоківська сільська рада           | с. Глибока            | с. Глибока                     | 37        | 1512                    | 23                  | 40.9                        |
| 7  | Горохолинська сільська рада          | с. Горохолина         | с. Горохолина с. Горохолин Ліс | 36        | 3077                    | 8                   | 85.5                        |
| 8  | Грабовецька сільська рада            | с. Грабовець          | с. Грабовець с. Копачівка      | 22        | 1325                    | 24                  | 60.2                        |
| 9  | Гутянська сільська рада              | с. Гута               | с. Гута с. Стара Гута          | 15        | 1064                    | 26                  | 70.9                        |
| 11 | Жураківська сільська рада            | с. Жураки             | с. Жураки                      | 18        | 1903                    | 16                  | 105.7                       |
| 12 | Заберезька сільська рада             | с. Забережжя          | с. Забережжя                   | 9         | 871                     | 27                  | 96.8                        |
| 13 | Іваниківська сільська рада           | с. Іваниківка         | с. Іваниківка                  | 19        | 2345                    | 13                  | 123.4                       |
| 15 | Кривецька сільська рада              | с. Кривець            | с. Кривець                     | 15        | 1817                    | 18                  | 121.1                       |
| 16 | Кричківська сільська рада            | с. Кричка             | с. Кричка                      | 17        | 1795                    | 20                  | 105.6                       |
| 17 | Луквицька сільська рада              | с. Луквиця            | с. Луквиця                     | 11        | 841                     | 29                  | 76.5                        |
| 18 | Манявська сільська рада              | с. Манява             | с. Манява с-ще Бойки           | 44        | 3538                    | 4                   | 80.4                        |
| 19 | Марківська сільська рада             | с. Маркова            | с. Маркова                     | 14        | 3010                    | 9                   | 215                         |
| 21 | Монастирчанська сільська рада        | с. Монастирчани       | с. Монастирчани                | 30        | 1548                    | 21                  | 51.6                        |
| 23 | Підгірська сільська рада             | с. Підгір'я           | с. Підгір'я с. Діброва         | 33        | 2529                    | 10                  | 76.6                        |
| 24 | Порогівська сільська рада            | с. Пороги             | с. Пороги                      | 34        | 3126                    | 7                   | 91.9                        |
| 25 | Похівська сільська рада              | с. Похівка            | с. Похівка                     | 10        | 497                     | 32                  | 49.7                        |
| 26 | Раковецька сільська рада             | с. Раковець           | с. Раковець                    | 8         | 1934                    | 14                  | 241.8                       |
| 28 | Саджавська сільська рада             | с. Саджава            | с. Саджава                     | 18        | 1825                    | 17                  | 101.4                       |
| 30 | Старунська сільська рада             | с. Старуня            | с. Старуня с. Ластівці         | 22        | 3239                    | 5                   | 147.2                       |
| 31 | Хмелівська сільська рада             | с. Хмелівка           | с. Хмелівка                    | 16        | 709                     | 30                  | 44.3                        |
| 32 | Яблунська сільська рада              | с. Яблунька           | с. Яблунька                    | 25        | 1906                    | 15                  | 76.2                        |

* Примітки: м. — місто, смт — селище міського типу, с. — село, с-ще — селище